# Jordan Viculin
Jordan Anton Viculin (Kaštel Lukšić, 16. rujna 1893. − Zagreb, 22. veljače 1944.) je bio hrvatski glazbenik, pučki misionar i vjerski pisac i dominikanac iz Kaštel Lukšića. Povjesničari dominikanskoga reda zabilježili su njegovo ime, ali se malo zna o njemu.

## Životopis
Rodio se u Kaštel Lukšiću. U Bolu i u Dubrovniku završio je škole. Svećeničke sakramente primio je 1916. godine. U Klosterneuburgu kod Beča završio je konzervatorij. Poslije Prvog svjetskog rata dvije je godine predavao filozofiju na u Dubrovniku na Visokoj bogoslovnoj školi. Od 1930. kao pučki misionar i vjerski pisac djeluje u Zagrebu. Aktivan u Katoličkom pokretu. Skladao dosta crkvenih pjesama. Najpoznatije su: Kraljice Svete Krunice, Tebe Boga hvalimo i Magnificat. Uređivao je crkvene kalendare i molitvene priručnike.
Likvidiran je 1944. godine.